# Паулина Матијевић
Паулина Матијевић (рођ. Лађевић; Карловац, 1861 — Париз, 1926) била је добротворка, чланица Патроната Привредникових добротвора.

## Биографија
Паулина је била кћерка Ђоке Лађевића, трговца из Карловца. Удала се за Владимира Матијевића 1883. године.
Паулина је једна од утемељивача тзв. Крајцарашког друштва (друштва српских госпођа које су свакодневно скупљале ситне добротворне прилоге), из којег је настала прва Српска школа у Загребу. Њеном иницијативом основана је Женска добротворна задруга „Српкиња“ у Загребу, из које је произашао Српски девојачки интернат, чији је задатак био васпитање женског подмлатка.
Крајем 1904. године Српско привредно друштво Привредник је проширио своју делатност и на бригу за женску децу управо захваљујући настојањима Паулине Матијевић. Сав свој иметак, акције Српске банке у Загребу, оставила је „Привреднику“ за вечито уздизање и унапређивање сиромашне српске омладине.